# Nachal Avrech
Nachal Avrech (hebrejsky נחל אברך, arabsky Vádí al-Burak) je vádí na Západním břehu Jordánu a v centrálním Izraeli, v pobřežní nížině.
Začíná v nadmořské výšce okolo 200 metrů nad mořem poblíž obce Kafr Sur na Západním břehu Jordánu. Směřuje pak k západu kopcovitou odlesněnou krajinou západního Samařska, přičemž ze severu míjí izraelskou osadu Sal'it. U obce Cur Natan vstupuje na území vlastního Izraele a podél jižního okraje města Tajbe vchází do rovinaté a zemědělsky využívané pobřežní nížiny. Podchází těleso dálnice číslo 6 a ústí zprava do vádí Nachal Alexander.